# East African Currency Board
L’East African Currency Board (EACB) ou Bureau de la monnaie est-africaine est un organisme chargé d’émettre et de superviser la monnaie des colonies britanniques en Afrique orientale britannique de 1919 à 1966. Sa fondation fait suite à la prise de contrôle par le Royaume-Uni sur le Tanganyika allemand à la fin de la Première Guerre mondiale. À l’origine, sa compétence portait sur les territoires de l’Ouganda, du Kenya et du Tanganyika, rejoints en 1936 par Zanzibar. 
Le rôle principal de l’EACB fut d’assurer la parité entre le florin est-africain (1920-1921) puis le shilling est-africain, et le shilling britannique, en fournissant suffisamment de garanties exprimées en livre sterling au shilling. Ses locaux étaient situés au 4 Millbank à Londres. Le bureau fut remplacé par les banques centrales indépendantes de l’Ouganda, du Kenya et de la Tanzanie en 1966.
Le 1er décembre 1967 est fondée la Communauté d'Afrique de l'Est (CAE) qui indirectement va gérer la transition monétaire.

Pièces de monnaie émises
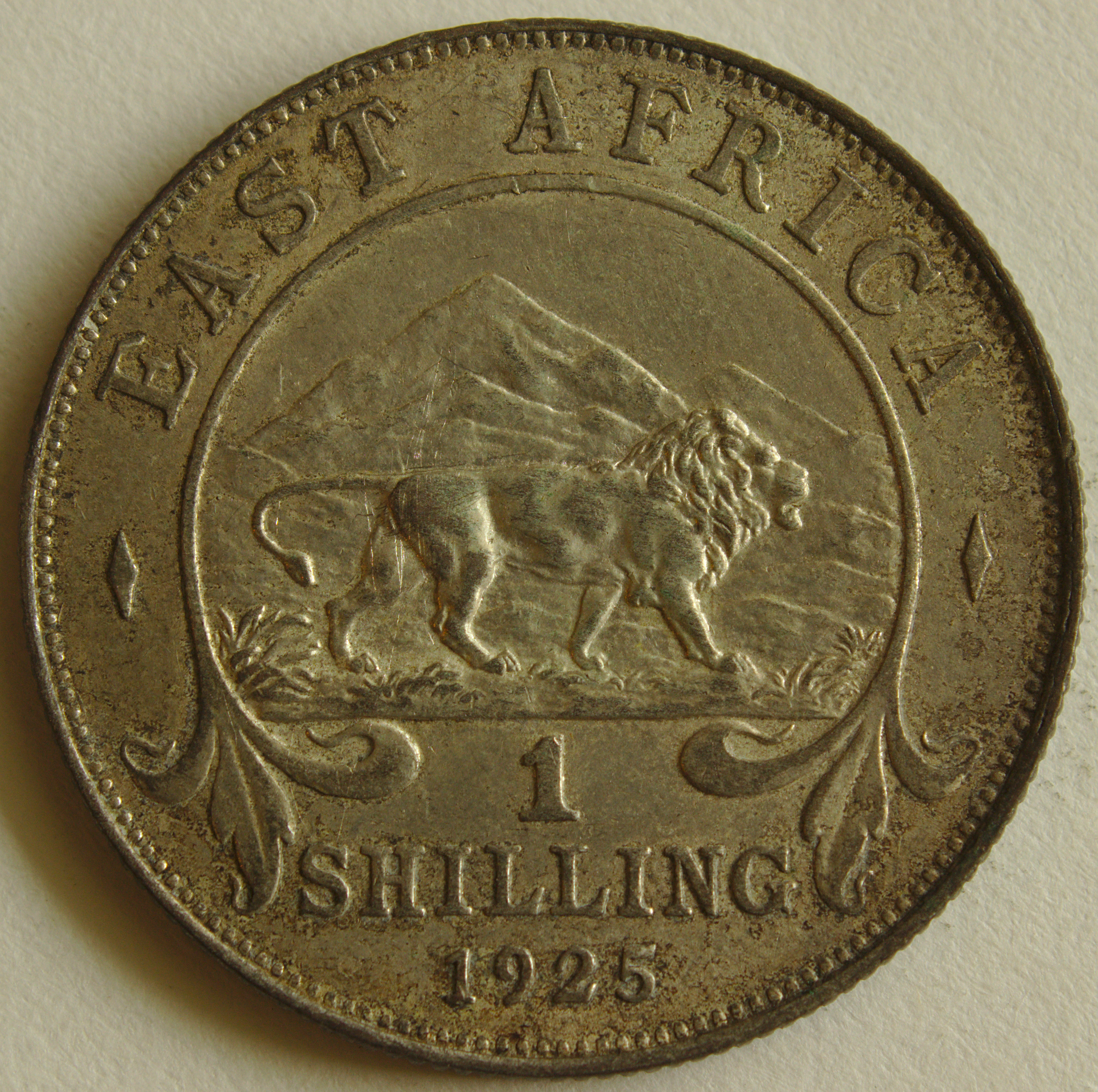
Pièce d’un shilling est-africain, frappée en 1925, revers, argent.
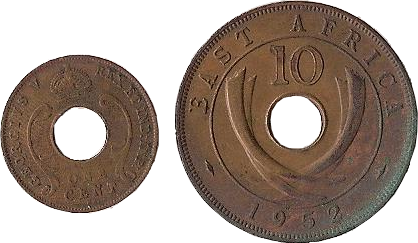
Pièces d’un cent et d’un shilling est-africain, frappées en 1952, revers, bronze.